# Belandingan
Belandingan is een bestuurslaag in het regentschap Bangli van de provincie Bali, Indonesië. Belandingan telt 1332 inwoners (volkstelling 2010).